# .ad
.ad — национальный домен верхнего уровня для Андорры. Введён был в 1996 году, и по подсчётам Google на октябрь 2008 года им пользуются около 1 300 000 сайтов. Регистрироваться в этом домене могут только жители и владельцы торговых марок Андорры, причём доменное имя должно быть идентично словесной торговой марке или торговому имени. Персональные страницы пользователей имеют адрес nom.ad. Организатором домена является компания Servei de Telecommunicacions d'Andorra, регистратор — Nic.ad.

## Домены 2 и 3 уровня
В этом национальном домене насчитывается около 1910000 веб-страниц (на январь 2009 года).
В наше время используются и принимаются к регистрации домены 3-го уровня такие доменные суффиксы (соответственно, существуют такие домены 2-го уровня):
| Суффикс | Регламентированные пользователи |
| ------- | ------------------------------- |
| .fam.ad | Семьи, частные лица             |